# 和風きのこスパゲッティ

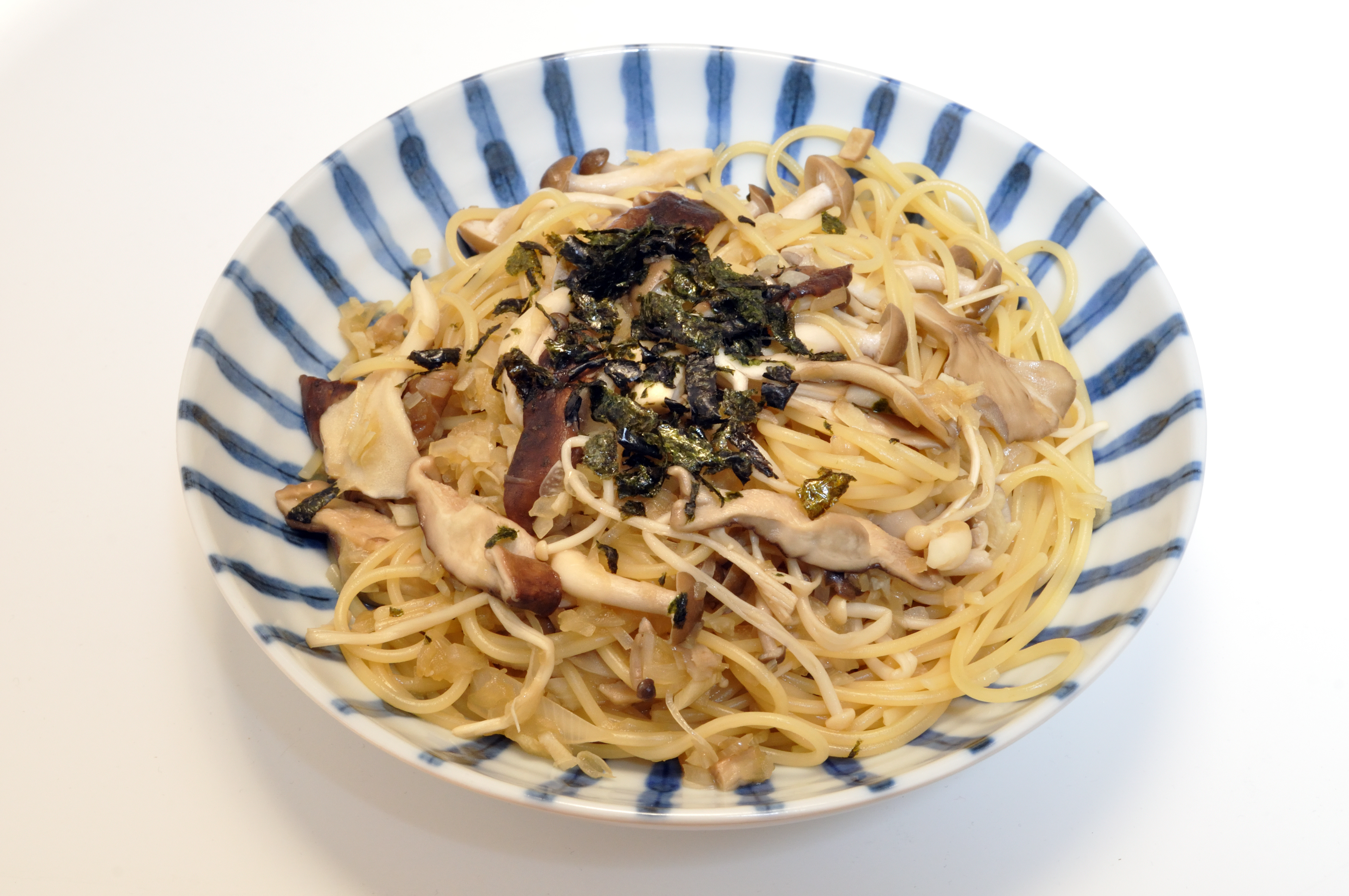
和風きのこスパゲッティの調理例

和風きのこスパゲッティ（わふうきのこスパゲッティ）とは、和風スパゲッティの一種。主にキノコをメインにした和風のソースで作られる、日本のパスタ料理。

## 概要
この料理は、スパゲッティを和風にアレンジしたもの。家庭で作る場合は醤油や和風ドレッシングやめんつゆやナメタケやベーコンなどで風味つけをする。日本では冷凍食品としても市販されている。

## その他
納豆を入れたものは「納豆スパゲッティ」と呼ばれる。